# Lysky na severu
Lysky na severu (1988, Coots in the North) je nedokončená kniha anglického spisovatele Arthura Ransoma, vydaná až po jeho smrti. Jde o pět kapitol třináctého dílu autorova románového cyklu o prázdninových dobrodružstvích dvou dětských sourozeneckých skupin, které se nazývají Vlaštovky (John, Zuzana, Titty, Roger a Bridget Walkerovi) a Amazonky (Nancy a Peggy Blackettovy), a jejich přátel.
V knize podnikají tři chlapci z Klubu Lysek coby černí pasažéři cestu na sever Anglie do tzv. Jezerní oblasti (Lake District) a setkají se tam na jezeře s Vlaštovkami a Amazonkami.

## Česká vydání
- Lysky na severu a jiné příběhy, Toužimský a Moravec, Praha 2005, přeložila Zora Wolfová, spolu s nedokončeným románem obsahuje kniha i pět povídek o rybaření a jachtingu.